# 沃尔特·史密斯
沃尔特·史密斯 OBE（Walter Smith，1948年2月24日—2021年10月26日）出生於蘇格蘭拉納克（Lanark），是一名前足球運動員。

## 領隊生平

### 早期
禾達·史密夫除了在坦納迪斯公園球場作為占·麥連（Jim McLean）的副手，當時的是蘇格蘭聯賽冠軍及歐洲盃四強份子，學習教練知識外，他亦在蘇格蘭足球總會擔任教練協助訓練青年球員，於1978年獲委任為蘇格蘭U-18的教練，更於1982年帶隊贏得歐洲U-19足球錦標賽的冠軍。其後成為蘇格蘭U-21的教練及於1986年墨西哥世界盃擔任費格遜的副手。

### 格拉斯哥流浪
1986年邀請禾達·史密夫到擔任助理領隊，成就球隊以後多年的輝煌霸業。1991年4月當桑拿士離隊後，禾達·史密夫獲委任為領隊。

### 愛華頓
在祖家取得輝煌的成績後，禾達·史密夫於1998年接受挑戰，轉戰英超出掌，代替第三度擔任愛華頓領隊的（Howard Kendall），愛華頓上季僅憑較佳的得失球差壓倒而保留英超席位。
由於欠缺資金重整逐漸老退的軍容，禾達·史密夫只能連續三年帶領球隊在聯賽榜下游位置浮沉，當愛華頓真正陷入降級漩渦中，忍無可忍的愛華頓董事會於2002年3月辭退禾達·史密夫，接任的大衛·莫耶斯（David Moyes）其後帶領球隊返回安全線上，以第15位結束球季。
2004年3月禾達·史密夫復出，於2003/04年球季末在曼聯短暫擔任費格遜的副手。

### 蘇格蘭代表隊
禾達·史密夫於2004年12月2日接替出任蘇格蘭領隊，雖然在禾達·史密夫領軍下蘇格蘭的成績略有改善，進軍2006年世界盃的希望於意外地負於白俄羅斯後完全破滅。

## 榮譽

### 球員
登地聯
- 蘇格蘭足總盃
  - 亞軍（1）：1973/74年；

### 領隊
格拉斯哥流浪
- 蘇格蘭超級聯賽
  - 冠軍（7）：1990/91年、1991/92年、1992/93年、1993/94年、1994/95年、1995/96年、1996/1997年；
- 蘇格蘭足總盃
  - 冠軍（4）：1991/92年、1992/93年、1995/96年、2007/08年；
  - 亞軍（2）：1993/94年、1997/98年；
- 蘇格蘭聯賽盃
  - 冠軍（4）：1992/93年、1993/94年、1996/97年、2007/08年；
- 欧洲联盟杯
  - 亞軍（1）：2007/08年；

個人
- 蘇超年度最佳領隊（1）：
  - 2007/08年；
- 蘇格蘭FWA最佳領隊（6）：
  - 1991/92年、1992/93年、1993/94年、1995/96年、1996/97年、2007/08年；

## 外部連結
- 足球資料庫：沃尔特·史密斯的領隊統計數據
- 生平統計 （页面存档备份，存于）